# Мирацидий
Мирацидий се нарича ларва при трематодите, част от тяхната ембриогония. Мирацидият има продълговато тяло, състоящо се от неголям брой герминативни клетки. Повърхнността на ларвата е покрита от множество реснички. С тяхна помощ се придвижва в течна среда. В предната си част притежава чифт жлези, наречени „проникващи“ Същите притежават протеолитични ензими, които спомагат на мирацидия да проникне в междинните гостоприемници, обикновено охлюви. Друг чифт жлези продуцират мукоидно вещество, което спомага за прилепване към повърхността на тялото на междинния гостоприемник. Мирацидият го открива посредством химиотаксис. Някои от мирацидиите притежават пигментни очи. Живеят от 2 до 48 часа. След проникването в междинния гостоприемник мирацидият загубва ресничестата обвивка и преминава в следващия ларвен стадий – спороциста.